# Журнал про знаменитостей
Журнал про знаменитостей — це періодичне друковане видання, вид розважальної преси, який спеціалізується в основному на новинах, інтерв'ю та ексклюзивних  історіях із життя відомих особистостей.

## Історія
Одним із перших став журнал «Glamour of Hollywood», який був заснований в 1939 році в США, спочатку його основу складали розповіді з життя знаменитостей, проте через декілька років журнал змінив своє тематичне спрямування і став модним журналом. Згодом у Іспанії з'являється журнал «¡Hola!», який заснував у 1944 році журналіст Антоніо Санчес Гомес і його дружина Мерседес. Саме цей журнал створив нову нішу видань про відомих особистостей. Активний розвиток журналів про знаменитостей починається вже після Другої світової війни. У 1974 році виходить журнал «People», відомий своїми рейтингами «Найгарніша жінка», «Найбагатша зірка» і т. д. Пізніше з'являються такі журнали, як «Star» (1974), «OK!» (1993), «Viva» (1997), «Караван историй» (1998), «Tatler»(2011). Журнал про знаменитостей став новим жанром наративної журналістики, який створював у читачів ефект так званої віртуальної реальності. Аудиторія зрозуміла, що багаті та знамениті теж мають свої радості та печалі.

## Основні види журналів про зірок
- Щотижневі (найбільш розповсюджений вид): «Hello[en]», «OK!», «People», «Star»[en].[2]
- Щомісячні: «Viva», «Tatler», «Караван историй»[4].[5]
- Сенсації (до яких відноситься «жовта преса») вирізняється яскравим візуальним оформленням, низькою якістю тексту, переважає неправдива інформація: «Только звезды», «Тайны звезд» «Starhit» «Желтая газета»[1]
- Журнали ексклюзивних фото, до яких додано історії (порядні видання, які випускають гідний медійний продукт. Характерним для таких журналів є те, що задля ексклюзивності візуального контенту вони купують фото). До таких відносяться: «OK», «People», «¡Hola!».[2][6]
- Історії життя: «Gala»[7]

## Аудиторія
- Стать: близько 80 % жінки
- Середній вік: 35 років
- Працюють: 75 %
- Дохід: середній або високий[4][2][7]

## Тематика та зміст
Більшість видань такого тематичного спрямування не акцентують увагу на національно специфічній інформації, а користуються світовими джерелами інформації. Як правило, героями випусків такого журналу стають актори, музиканти, спортсмени, зірки телебачення. Стиль написання доволі стриманий і «легкий» для сприйняття, тут немає звичних для «жовтих газет» розслідувань та вигаданих історій.Адже преса такої тематики розрахована перш за все на відпочинок читача від буденних справ. Читаючи таке видання людина ніби опиняється в іншій реальності, поринаючи у життя багатих та знаменитих. Читач переконується, що знамениті проживають свої злети та падіння і також іноді плачуть. Частіше за все на перший план у дискурсі видання виходить візуальне оформлення. Оскільки головне завдання журналу — привернути увагу і створити у підсвідомості читача образ незвичайного світу життя знаменитостей. Ця, відносно нова, форма розважальної преси здатна тримати аудиторію в постійному напруженні, програмувати реальність, її можна адаптувати для ЗМІ. Адже основне її завдання — створити унікальні матеріалі, тим самим втримати увагу читача до наступного випуску.